# 王嵩文
王嵩文（1988年12月28日—），為台灣足球員，畢業於輔仁大學，為該校男子甲組足球代表隊員。他是中華台北代表隊的甲組選手，在大學時期便被北部的大同足球隊網羅。